# 戸田博司
戸田 博司（とだ ひろし）は、1970年代後半から80年代前半に活躍したショートトラックスピードスケート選手、スピードスケート選手。
1978年度のスピードの全日本選手権、ショートの全日本選手権をともに制す。
1979年I.S.U.選手権大会（世界選手権大会の前身）で日本人初の個人総合優勝を果たした。
その後、西濃運輸監督として、獅子井英子（カルガリーオリンピック金メダリスト）、石原辰義（アルベールビルオリンピック銅メダリスト）をはじめ、多くの日本代表選手を育てた。